# Westelijke spindalis
De westelijke spindalis (Spindalis zena) is een zangvogel uit de familie Spindalidae.

## Verspreiding en leefgebied
Deze soort telt 5 ondersoorten:
- S. z. townsendi: de noordelijke Bahama's.
- S. z. zena: de centrale en zuidelijke Bahama's.
- S. z. pretrei: Cuba en Isla de la Juventud.
- S. z. salvini: Grand Cayman.
- S. z. benedicti: Cozumel (nabij zuidoostelijk Mexico).